# Bob Jungels
Bob Jungels (Luxemburgo, 22 de septiembre de 1992) es un ciclista profesional luxemburgués miembro del equipo INEOS Grenadiers.

## Biografía
En 2009, en categoría juniors, Bob Jungels se convierte en campeón de Luxemburgo de la carrera en línea, de contrarreloj y de ciclocrósc. Con el equipo nacional, consigue el subcampeonato de Europa juniors en contrarreloj, batido por el británico Joseph Perrett. En 2010, se adjudica de nuevo los tres títulos de campeón de Luxemburgo juniors. En agosto, se convierte en campeón del mundo contrarreloj juniors en Offida en Italia. Durante esa temporada, gana varias carreras por etapas en categoría juniors: Vuelta al Besaya, el Gran Premio Rüebliland y el Keizer der Juniores. A finales del año, recibe el premio al mejor deportista joven de Luxemburgo.
En 2011, Bob Jungels pasó a categoría sub-23. En esta categoría, se convierte de nuevo en campeón de Luxemburgo tanto en contrarreloj como en línea. Representa a su país en los Juegos de los Pequeños Estados de Europa y gana las medallas de oro en ambas disciplinas. Con el equipo nacional de Luxemburgo, consigue la tercera plaza de la Flèche du Sud, después participa en los Campeonatos de Europa donde obtiene la segunda plaza en contrarreloj, tan solo batido por el francés Yoann Paillot, y décimo de la carrera en línea. En septiembre, es el único luxemburgués en los campeonatos del mundo, en Dinamarca, en la categoría sub-23. Solo puede participar en la modalidad contrarreloj ya que la clasificación de su país en el ranking de las naciones no le permite participar en la prueba en línea. Jungels termina decimosexto de la contrarreloj.
Bob Jungels ficha para 2012 por el equipo continental luxemburgués Leopard-Trek Continental, filial del equipo RadioShack-Nissan. En mayo, gana la París-Roubaix sub-23 y se convierte en campeón de Luxemburgo contrarreloj.
En 2013 se hace con un lugar en la plantilla del equipo principal, denominado Radioshack Leopard y se convierte por segunda vez consecutiva en campeón de Luxemburgo contrarreloj. Se dio a conocer al gran público en la Vuelta a España 2014 con grandes actuaciones en la contrarreloj con final en Borja (10.ª etapa) y en el final en alto de Aramón Valdelinares (9.ª etapa).

## Palmarés
| 2010 - Gran Premio Rüebliland 2011 - Gran Premio François-Faber 2012 - Triptyque des Monts et Châteaux - Flèche du Sud, más 1 etapa - París-Roubaix sub-23 - Campeonato de Luxemburgo Contrarreloj - 1 etapa del Giro del Valle de Aosta 2013 - Gran Premio Nobili Rubinetterie - 1 etapa del Tour de Luxemburgo - Campeonato de Luxemburgo Contrarreloj - Campeonato de Luxemburgo en Ruta 2014 - 2.º en el Campeonato de Luxemburgo Contrarreloj 2015 - Estrella de Bessèges, más 1 etapa - Campeonato de Luxemburgo Contrarreloj - Campeonato de Luxemburgo en Ruta 2016 - 1 etapa del Tour de Omán - Clasificación de los jóvenes del Giro de Italia - Campeonato de Luxemburgo Contrarreloj - Campeonato de Luxemburgo en Ruta | 2017 - 1 etapa del Giro de Italia, más clasificación de los jóvenes - 2.º en el Campeonato de Luxemburgo Contrarreloj - Campeonato de Luxemburgo en Ruta 2018 - Lieja-Bastoña-Lieja - Campeonato de Luxemburgo Contrarreloj - Campeonato de Luxemburgo en Ruta - 1 etapa del Tour de Eslovaquia 2019 - 1 etapa del Tour Colombia - Kuurne-Bruselas-Kuurne - Campeonato de Luxemburgo Contrarreloj - Campeonato de Luxemburgo en Ruta 2020 - Campeonato de Luxemburgo Contrarreloj - 2.º en el Campeonato de Luxemburgo en Ruta 2022 - Campeonato de Luxemburgo Contrarreloj - 1 etapa del Tour de Francia 2025 - Campeonato de Luxemburgo Contrarreloj - 1 etapa de la Vuelta a Austria |

## Resultados

### Grandes Vueltas
| Carrera | Carrera         | 2012 | 2013 | 2014 | 2015 | 2016 | 2017 | 2018 | 2019 | 2020 | 2021 | 2022 | 2023 | 2024 | 2025 |
| ------- | --------------- | ---- | ---- | ---- | ---- | ---- | ---- | ---- | ---- | ---- | ---- | ---- | ---- | ---- | ---- |
|         | Giro de Italia  | —    | —    | —    | —    | 6.º  | 8.º  | —    | 33.º | —    | —    | —    | 39.º | —    | —    |
|         | Tour de Francia | —    | —    | —    | 27.º | —    | —    | 11.º | —    | 43.º | —    | 11.º | 26.º | 37.º | —    |
|         | Vuelta a España | —    | —    | Ab.  | —    | —    | 42.º | —    | —    | —    | —    | 51.º | —    | —    | —    |

—: no participa

Ab.: abandono

### Clásicas, Campeonatos y JJ.OO.
| Omloop Het Nieuwsblad   | Omloop Het Nieuwsblad   | —     | —             | —             | —             | —    | —             | —             | 16.º          | 32.º          | —    | —    | —    | 126.º | 119.º |    |    |
| Kuurne-Bruselas-Kuurne  | Kuurne-Bruselas-Kuurne  | —     | X             | —             | —             | —    | —             | —             | 1.º           | 55.º          | —    | —    | —    | 98.º  | —     |    |    |
| Strade Bianche          | Strade Bianche          | —     | —             | —             | —             | 17.º | Ab.           | —             | —             | Ab.           | —    | —    | —    | —     | —     |    |    |
|                         | Milán-San Remo          | —     | —             | 87.º          | —             | —    | —             | —             | —             | 73.º          | —    | 33.º | —    | 15.º  | —     |    |    |
| A Través de Flandes     | A Través de Flandes     | —     | Ab.           | —             | —             | —    | —             | —             | 3.º           | X             | —    | 70.º | —    | —     |       |    |    |
| E3 Saxo Classic         | E3 Saxo Classic         | —     | —             | —             | —             | —    | —             | —             | 5.º           | X             | —    | 65.º | —    | —     | 54.º  |    |    |
| Gante-Wevelgem          | Gante-Wevelgem          | —     | —             | —             | —             | —    | —             | —             | —             | —             | —    | —    | —    | —     | Ab.   |    |    |
|                         | Tour de Flandes         | —     | —             | —             | —             | —    | —             | —             | 16.º          | —             | —    | 56.º | —    | —     | 109.º |    |    |
|                         | París-Roubaix           | —     | 84.º          | —             | —             | —    | —             | —             | —             | X             | —    | —    | —    | —     | —     |    |    |
| Flecha Brabanzona       | Flecha Brabanzona       | —     | Ab.           | —             | —             | —    | —             | 72.º          | —             | —             | 59.º | —    | —    | —     | —     |    |    |
| Amstel Gold Race        | Amstel Gold Race        | —     | —             | 38.º          | 23.º          | 43.º | 39.º          | 33.º          | —             | X             | Ab.  | —    | —    | 33.º  | Ab.   |    |    |
| Flecha Valona           | Flecha Valona           | —     | —             | 143.º         | Ab.           | 66.º | 39.º          | 41.º          | —             | 70.º          | —    | 78.º | —    | Ab.   | 44.º  |    |    |
|                         | Lieja-Bastoña-Lieja     | —     | —             | 62.º          | 82.º          | —    | —             | 1.º           | —             | 94.º          | —    | 58.º | —    | 45.º  | Ab.   |    |    |
| Cyclassics Hamburg      | Cyclassics Hamburg      | 110.º | —             | —             | —             | —    | —             | —             | —             | X             | —    | —    | —    | 135.º |       |    |    |
| Clásica San Sebastián   | Clásica San Sebastián   | —     | 16.º          | —             | 80.º          | 84.º | —             | 52.º          | —             | X             | —    | —    | Ab.  | —     |       |    |    |
| Bretagne Classic        | Bretagne Classic        | —     | Ab.           | —             | —             | —    | —             | —             | 63.º          | X             | —    | —    | Ab.  | —     |       |    |    |
| Gran Premio de Quebec   | Gran Premio de Quebec   | —     | —             | —             | —             | —    | —             | —             | —             | X             | X    | —    | Ab.  | 43.º  |       |    |    |
| Gran Premio de Montreal | Gran Premio de Montreal | —     | —             | —             | —             | —    | —             | —             | —             | X             | X    | —    | Ab.  | Ab.   |       |    |    |
|                         | Giro de Lombardía       | —     | —             | —             | —             | —    | Ab.           | Ab.           | 52.º          | —             | —    | —    | 67.º | Ab.   |       |    |    |
| JJ. OO. (Ruta)          | JJ. OO. (Ruta)          | —     | No se disputó | No se disputó | No se disputó | —    | No se disputó | No se disputó | No se disputó | No se disputó | —    | ND   | ND   | —     | ND    | ND | ND |
| JJ. OO. (CRI)           | JJ. OO. (CRI)           | —     | No se disputó | No se disputó | No se disputó | —    | No se disputó | No se disputó | No se disputó | No se disputó | —    | ND   | ND   | —     | ND    | ND | ND |
| Mundial en Ruta         | Mundial en Ruta         | —     | Ab.           | —             | —             | Ab.  | 71.º          | Ab.           | Ab.           | —             | —    | 45.º | —    | 65.º  |       |    |    |
| Mundial Contrarreloj    | Mundial Contrarreloj    | —     | 33.º          | —             | —             | 10.º | 11.º          | 23.º          | 34.º          | —             | —    | —    | —    | —     |       |    |    |
| Europeo Contrarreloj    | Europeo Contrarreloj    | X     | X             | X             | X             | 27.º | —             | —             | —             | —             | —    | —    | —    | —     |       |    |    |
| Luxemburgo en Ruta      | Luxemburgo en Ruta      | 5.º   | 1.º           | 4.º           | 1.º           | 1.º  | 1.º           | 1.º           | 1.º           | 2.º           | —    | —    | 9.º  | —     |       |    |    |
| Luxemburgo Contrarreloj | Luxemburgo Contrarreloj | 1.º   | 1.º           | 2.º           | 1.º           | 1.º  | 2.º           | 1.º           | 1.º           | 1.º           | —    | 1.º  | —    | —     | 1.º   |    |    |

—: No participa

Ab.: Abandona

X: No se disputó

## Equipos
- Leopard-Trek CT (2012)
- Radioshack/Trek (2013-2015)
  - RadioShack-Leopard (2013)
  - Trek Factory Racing (2014-2015)
- Quick Step (2016-2020)
  - Etixx-Quick Step (2016)
  - Quick-Step Floors (2017-2018)
  - Deceuninck-Quick Step (2019-2020)
- AG2R Citroën Team[4] (2021-2022)
- Bora-Hansgrohe (2023-2024)
  - Bora-Hansgrohe (2023-2024)[5]
  - Red Bull-BORA-hansgrohe (2024)[6]
- INEOS Grenadiers (2025-)